# Andrzej Ruszczyński

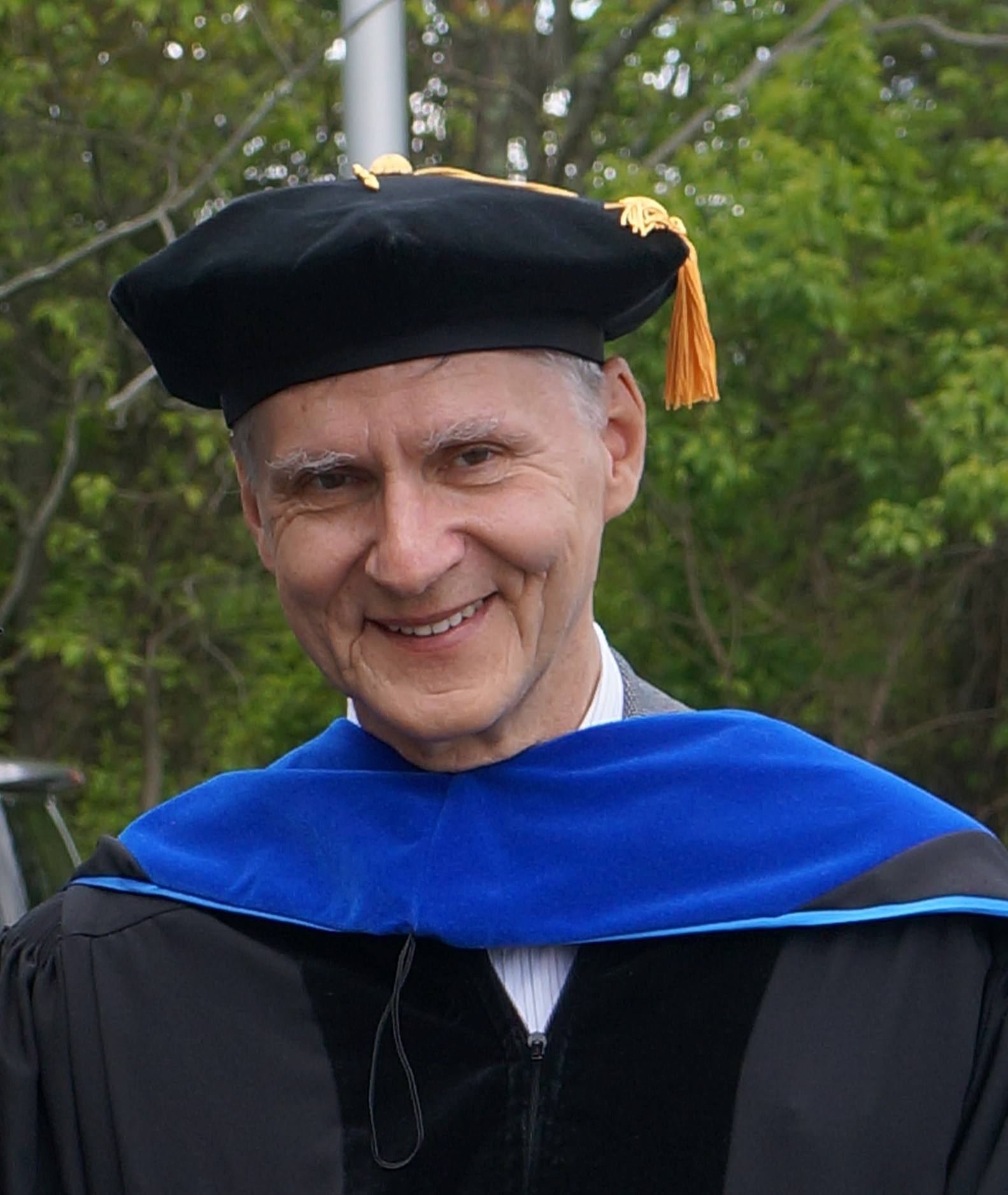
Andrzej Ruszczynski 2017

Andrzej Piotr Ruszczyński (* 29. Juli 1951) ist ein polnisch-US-amerikanischer angewandter Mathematiker.
Ruszczyński gewann 1969 die polnische Mathematikolympiade. Er studierte Elektrotechnik an der Technischen Universität Warschau mit dem Abschluss 1974 und war danach am dortigen Institut für Automatisierungstechnik. 1977 wurde er promoviert mit einer Arbeit im Bereich der Regelungstechnik und 1983 habilitierte er sich mit einer Arbeit über nichtlineare stochastische Programmierung. 1992 erhielt er den Professorentitel. Von 1986 bis 1987 war er Vizedirektor des Instituts für automatische Kontrolle und von 1987 bis 1990 Vizedekan der Abteilung Elektronik.
Von 1984 bis 1986 war er Gastwissenschaftler am Institut für Operations Research der Universität Zürich. 1992 war er Gastprofessor in der Abteilung Operations Research der Princeton University und von 1992 bis 1996 leitete er das Projekt Optimierung unter Unsicherheit am Internationalen Institut für angewandte Systemanalyse in Laxenburg. Von 1996 bis 1997 war er Gastprofessor an der University of Wisconsin-Madison.
Seit 1997 ist er Professor an der Rutgers University, wo er Distinguished Professor an der Rutgers Business School ist.
Er ist bekannt für Beiträge zur stochastischen Programmierung und risikomeidender Optimierung. Mit Darinka Dentcheva entwickelte er die Theorie der Stochastic programming constraints. Mit Shapiro entwickelte er die Theorie der Markov-Risikomaße.
2017 wurde er Fellow von INFORMS. 2018 erhielt er den George-B.-Dantzig-Preis mit Alexander Shapiro.
Er komponiert auch Schachprobleme und ist darin seit 1988 Internationaler Meister der FIDE.

## Schriften (Auswahl)
- mit Alexander Shapiro: Stochastic programming, Handbooks in Operations Research and Management Science, Elsevier 2003
- Nonlinear Optimization, Princeton University Press 2006
- mit A. Shapiro, D. Dentcheva: Lectures on stochastic programming. Modeling and theory, SIAM 2009